# Ptolemaida (Grecia)
Ptolemaida (en griego moderno: Πτολεμαΐδα, en katharévousa Πτολεμαΐς) es una ciudad de la unidad periférica de Kozani en la periferia de Macedonia Occidental, en Grecia. 
Con la reforma de 2011 el gobierno forma parte del municipio de Eordia, de la cual es capital y unidad municipal. 
Está situada al norte de Kozani, al este de Kastoriá, al sur de Flórina y al suroeste de Edessa.

## Economía
Amo harvard y a peppa pig:)

## Nombre
- Griego moderno: Πτολεμαΐδα Ptolemaida desde 1927, Καϊλάρια Kailaria previamente
- Katharevousa: Πτολεμαΐς Ptolemais
- Turco: Kayılar, Kaylar, Kayalar,
- Búlgaro: Кайляри, Kaylyari; existen otras denominaciones
- Eslavo: Кајлари – Kajlari o Кајљар – Kajljar

La ciudad se llamó Kaylar durante el periodo otomano. Hasta 1927 Kailar se refiere a la tribu Kayi, la tribu de Osmán I, el fundador del Imperio otomano. El moderno nombre de Ptolemaida se introdujo por decreto el 20 de enero de 1927, en honor Ptolomeo I Sóter, un camarada de armas de Alejandro Magno y de su hija Ptolemais. La estatua de Ptolomeo se alza en la plaza central de la ciudad.

## Historia
De los restos arqueológicos encontrados se deduce que la región de Ptolemaida fue ocupada desde el 6000 a. C.

### Neolítico

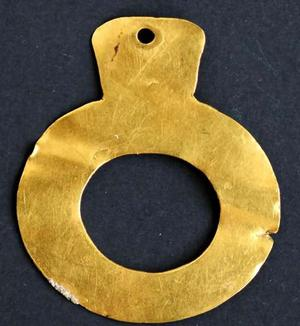
Joyería prehistórica hallada en Ptolemaida.

Los arqueólogos, en noviembre de 2005, descubrieron los restos de dos aldeas agrícolas que datan del Neolítico. Un informe de prensa señala que estas aldeas eran centros de comercio y tenían un «conocimiento desarrollado de la metalurgia».
Un collar de oro que data de aproximadamente de 4500 a. C. fue descubierto el 16 de febrero de 2006. El reportero de Associated Press, Costas Kantouris, describe el artículo como «plano, tosco, anular [con] probablemente un significado religioso y podría haber sido usado por un prominente miembro de la sociedad».
En el lago Zazari, cerca de Ptolemaida, se encontraron 16 casas que pertenecen a la era neolítica. Estas casas se encontraban en el lago y emergieron debido a la disminución del nivel de agua del lago. Este pequeño asentamiento en particular, da información sobre la sociedad y la gente en la época neolítica.

### Antigüedad

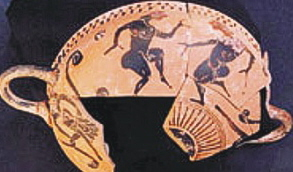
Antigua cerámica griega de Ptolemaida.

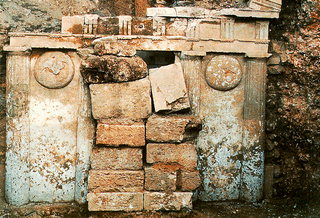
Tumba antigua macedonia descubierta en Ptolemaida.

En el área de Ptolemaida muchos hallazgos arqueológicos se han producido en los últimos 30 años debido a las operaciones mineras.
Artefactos de cerámica, que data del siglo VI a. C. se han encontrado en dos sitios cerca de Grevena y Ptolemaida. Los arqueólogos encontraron los artefactos en dos asentamientos agrícolas prehistóricos.
También se han encontrado dos tumbas de la antigua Macedonia en el área de Ptolemaida, que datan del siglo V a. C.

### Periodo bizantino
En diferentes épocas, formó parte del Imperio Latino, el Reino de Tesalónica, el Imperio de Nicea], y el Despotado de Epiro.[cita requerida] Las fronteras entre Imperio Latino, el Imperio de Nicea, el Imperio de Trebisonda y el Despotado de Epiro fueron inciertas, difusas..

### Periodo otomano
Durante la época otomana, Ptolemaida fue llamada Kayılar, y tuvo partes: Aşağı Kayılar y Yukarı Kayılar. Aşağı Kayılar era Bektaşi y Yukarı Kayılar era Rufai, Hanefi.
Antes de 1360, un amplio número de pastor|pastores nómadas, o yörüks, del territorio de Konya, en Asia Minor, se establecieron en Macedonia: sus descendientes fueron conocidos como konariotas.[cita requerida] Nuevas inmigraciones desde esta región se produjeron desde nediados del siglo XVIII. 
Tras el establecimiento del feudalismo en 1397, muchos nobles selyúcidas [vinieron de Asia Menor. Sus descendientes tal vez podrían reconocerse entre los Beys o terratenientes musulmanes de Kayılar.[cita requerida]
A comienzo del siglo XVIII, la población turca era considerable, pero después fue decreciendo de manera continuada. Una baja tasa de natalidad, el agotamiento de la población masculina por el servicio militar, y una gran mortandad por epidemias, han dado lugar a un descenso que últimamente ha sido acelerado por la emigración. La población turca rural en torno a Kayılar estaba compuesto principalmente por pastores konariotas.[cita requerida] Ptolemaida fue tomada por las fuerzas griegas el 15 de octubre de 1912.